# RAI-Klasse 30.0
1929 lieferte die Lokomotiv- und Waggonbaufabrik Krupp zwei dreiachsige Tenderlokomotiven an die Iranische Staatsbahn (RAI) zum Einsatz in der nördlichen Sektion (North Persian State Railway). Die Lokomotiven mit den Fabriknummern 1070 und 1071 hatten anfangs die Nummer 1 und 2, später 119–120 und nach 1938 wurden sie als Klasse 30.0 eingeordnet und erhielten die Nummer 30.01 und 30.02.
Die kohlegefeuerten Lokomotiven waren mit einer Ölzusatzfeuerung ausgerüstet.
Wie lange sie im Einsatz waren, ist nicht bekannt.